# 南雅镇 (建瓯市)
南雅镇是中国福建省南平市建瓯市南部的一个镇，位于建溪中游，与延平区及顺昌县相邻。

## 名称由来
《建瓯县志》记载“东汉献帝建安初年，即隶属建安县，因系建瓯南面门户，初名‘南瓦口’。后人因这里的山水相依，四季山青水秀，环境幽雅，因而更其名为南雅。”。

## 地理
南雅镇属中低山地，境内高山有云龙岩、龙岗岩、打四门山、莲花山、老保岗、通天阳、九洞岩、高世林岗等。溪河属建溪流域，主要有高阳溪、集北溪、白沙溪、中湾溪等8条。

## 交通
南雅镇距离建瓯市区23公里，距离南平市区45公里。205国道、峰福铁路从南雅镇经过，境内设有火车货车站和浦南高速公路互通口。

## 行政区划
南雅镇共辖1个居委会，21个行政村，2个镇办场，117个自然村，分别是：
四龙居委会、南雅村、新建村、伊村村、新村村、小雅村，十字街村、集瑞村、杉溪村、小康村、叶康村、皇康村、大康村、梅村村、鲁口村、白水源村、房村村、仁墩村、黄园村、山安村、白沙村、太平村。

## 经济
南雅镇的主要产业有林业、茶叶、柑桔、葡萄及锥栗等，素有“柑桔之乡”、“南国葡萄之乡”、“闽北竹乡”之称。竹制品加工、茶叶加工、食用菌加工、绿色食品加工、奶牛饲养为南雅镇的五大龙头产业。